# Paruszewo
Paruszewo – wieś w Polsce położona w województwie wielkopolskim, w powiecie słupeckim, w gminie Strzałkowo.

## Historia
Miejscowość dawniej wzmiankowana jako Parusewo, Parussewo. W dokumentach pojawiła się pierwszy raz w 1294 r., kiedy król Polski Przemysł II zwrócił Paruszewo wraz z Uścięcinem kościołowi poznańskiemu. Następnie dobra zostały zamienione przez dostojników kościelnych na Gałęzewo. Już pod koniec XIV w. w źródłach pojawiły się wzmianki o Franciszku (1358 r.), Janie – kasztelanie przemęckim (1388 r.), Macieju – kasztelanie moderskim (1358 r.) i Dobiesławie (1399 r.) pochodzących z Paruszewa.
Wieś od 1578 r. należała do Mikołaja Gniazdowskiego, następnie od 1618 r. jej właścicielem stał się Adam Goliński, a w XVIII w. przeszła we władanie rodziny Łukomskich. W drugiej połowie XIX w. obszar dóbr zajmował około 632 ha, w tym: 443 ha upraw rolnych, 20 ha łąk, 40 ha pastwisk, 117 ha lasów, 12 ha nieużytków, 0,45 ha zbiorników wodnych. Liczba mieszkańców wynosiła wtenczas 158 osób, a dochód szacowany był na 5201 marek. Właścicielami Paruszewa była w tym czasie rodzina Hulewiczów.
W okresie PRL-u we wsi powstał zakład rolny przedsiębiorstwa PGR w Strzałkowie.
W latach 1975–1998 miejscowość administracyjnie należała do województwa konińskiego. Położona jest 6 km od Słupcy i 14 km od Wrześni.

## Zabytki
We wsi znajduje się zabytkowy zespół pałacowy, wpisany do krajowego rejestru zabytków pod nr rej.: 1392 z 24.02.1973 r. Składa się z pałacu z XIX w. (przebudowany w 1910 r.) i parku z XIX w.